# Sonora Junction
Sonora Junction è una comunità non incorporata nella Contea di Mono in California. Si trova a 3 miglia (4,8 km) ovest di Fales Hot Springs ad un'altezza di 6919 piedi, pari a 2109 m.
La popolazione nell'anno 2000 era di 217 abitanti.